# Dzegužkalns
Le  Dzegužkalns anciennement Jēru kalns est un parc public du voisinage  de Dzirciems (Rīga) à Riga en Lettonie.

## Présentation
Dzegužkalns  est un monticule de 1 km de long et 0,3 km de large à Iļguciem dans le quartier de Dzirciem.
Dzegužkalns une dune de la plaine sablonneuse du lac proglaciaire Baltique.
Sa hauteur moyenne est de 16 à 18 mètres, 
C'est la plus haute colline naturelle de Riga, son point culminant, à 28 m d'altitude, se trouve à l'extrémité nord de la dune ,.
L'ensemble du territoire de la dune, d'une superficie de 6,4 hectares, est occupé par le parc 
Les arbres du parc sont plantés de manière libre, bordés de groupes d'arbustes. Dans les années 1980, un site de feu de camp a été établi dans le parc. Il y a une aire de jeux et un amphithéâtre.

## Histoire
S'étendant dans la direction nord-est-sud-ouest, la dune s'est formée il y a 10 000 à 9 000 ans sur la côte de la mer de Yoldia, dominée par les vents du nord-ouest dans un climat frais et sec.
Au nord-ouest, elle est délimitée par les rues Dzegužu iela et Embūtes iela, à l'est par la rue Daugavgrīvas iela. La dune est traversée par la rue Buļļu iela.
Les extrémités nord et sud de la dune sont bâties.
Le nom de la colline vient de la maison voisine du fermier Dzeguze (Seggus) qui faisait partie du manoir de Pinķi.
Sur le versant des remparts des dunes, à côté de la rue Buļļu iela, il y avait un cimetière depuis le XVIIe siècle.
En 1845, le conseil municipal de Riga a décidé d'y établir un cimetière pour les habitants pauvres de la ville de toutes confessions chrétiennes, où l'emplacement d'une tombe n'était pas facturé.
En 1907, ce cimetière fut fermé.
En 1893, le parc Dzegužkalns a été aménagé sur une superficie de plus de deux hectares, conçu à la fois dans un style paysager et régulier, selon les plans du directeur des jardins de la ville, Georg Kufalts.
En 1911, le parc était bien entretenu : des sentiers et de la verdure, des lilas et d'autres buissons colorés avaient été plantés.
Un petit pavillon de café a été construit au sommet de la colline.
À partir de 1929, les travaux d'amélioration du parc furent réalisés selon les plans d'Andrejs Zeidaks.

## Galerie

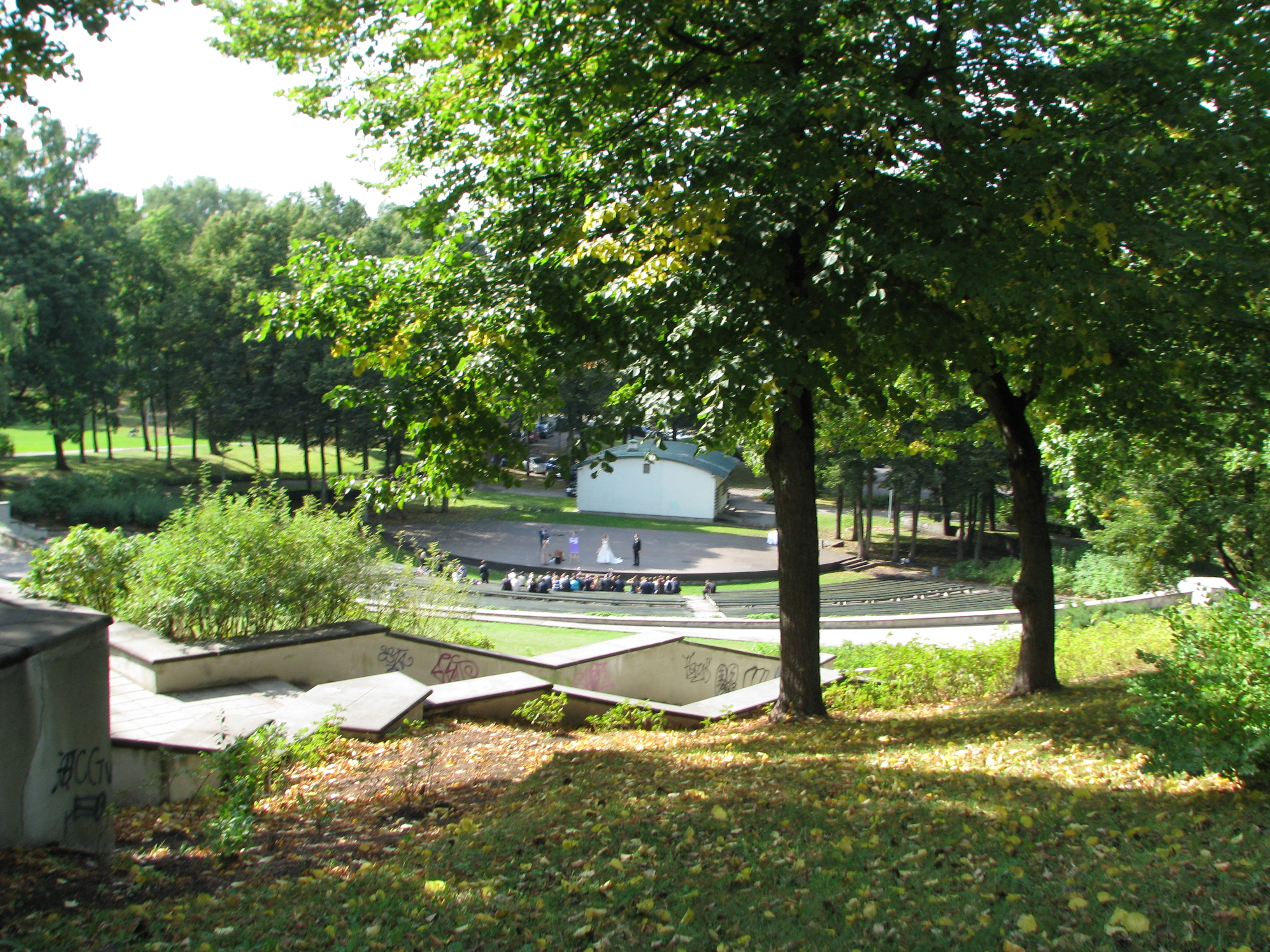
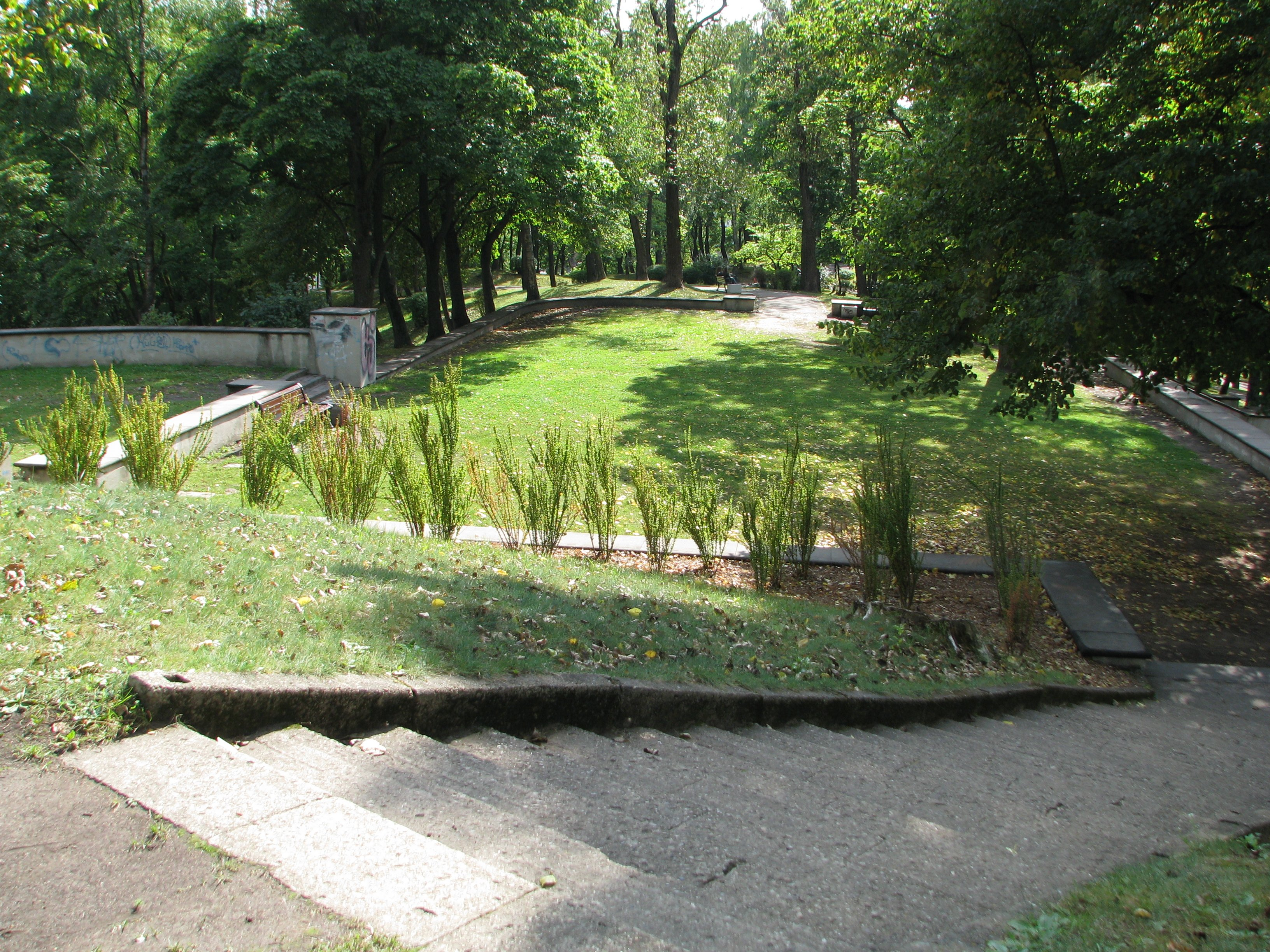
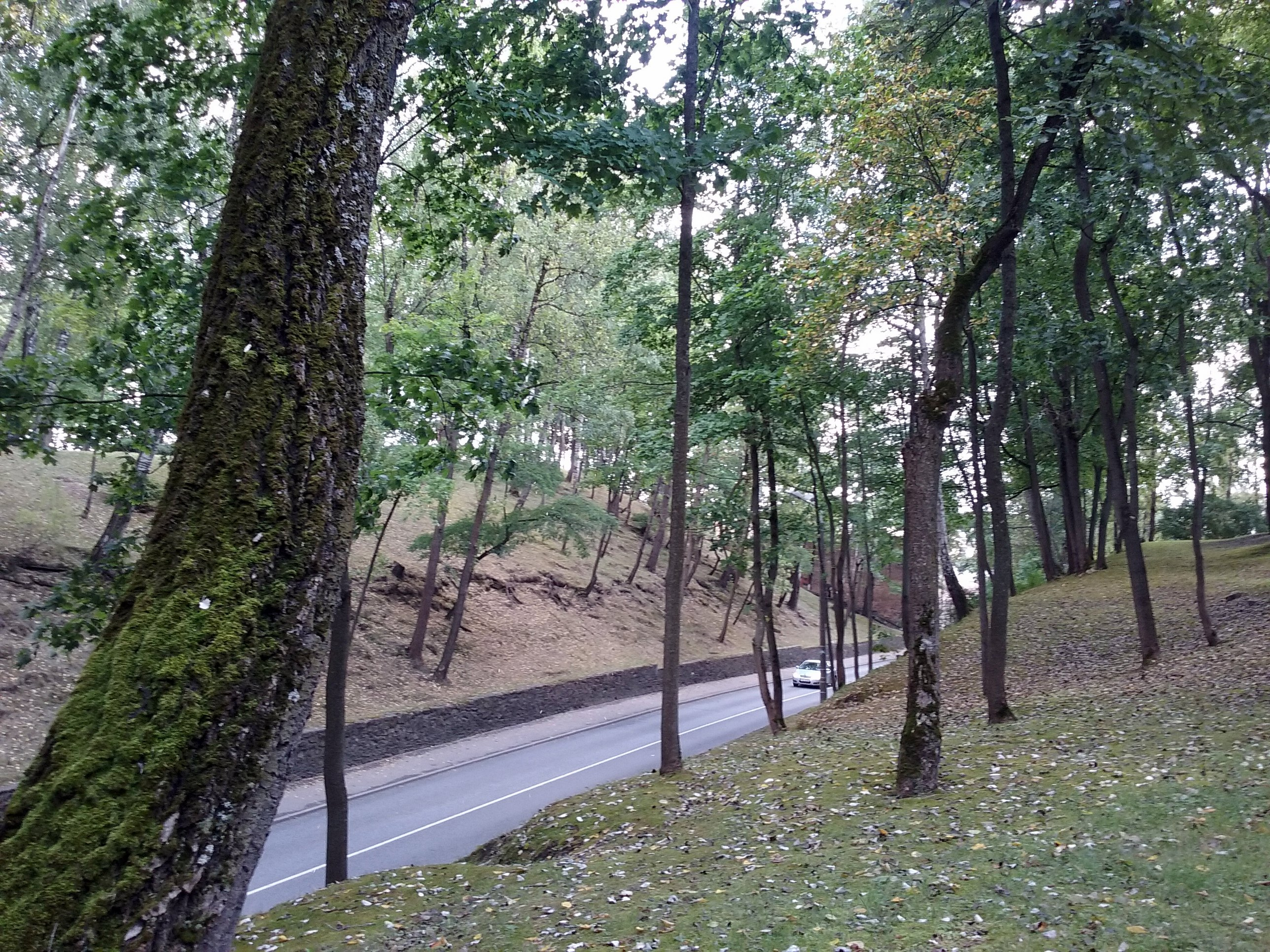
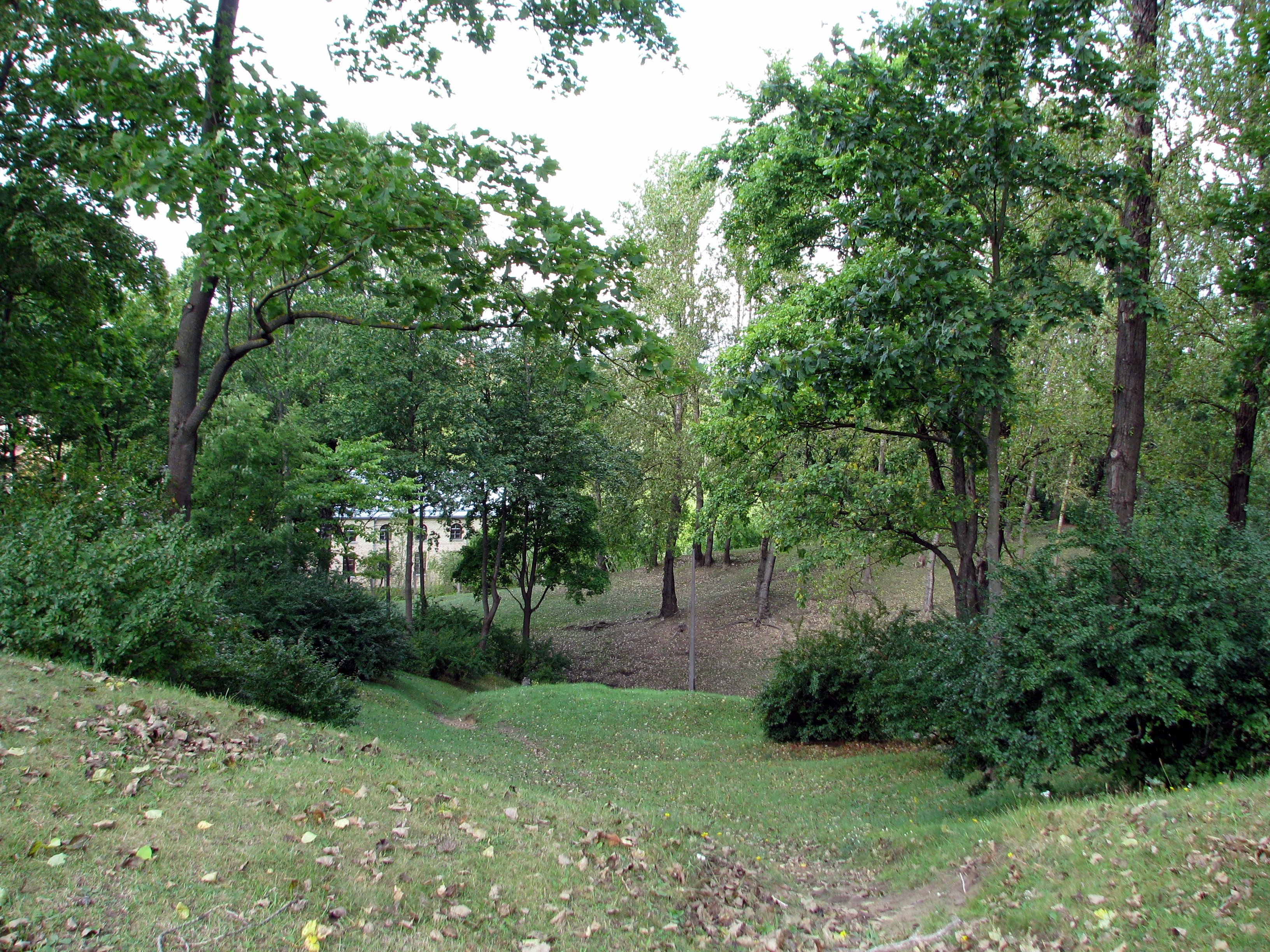